# Хецило фон Хилдесхайм
Хецило фон Хилдесхайм (на немски: Hezilo (Hezelo, Hettilo, Ethilo) von Hildesheim; * между 1020 и 1025; † 5 август 1079, Хилдесхайм) е 17. епископ на Хилдесхайм (1054 – 1079).

## Живот
Хецило е вероятно франк и учи теология в Бамберг. При император Хайнрих III той е член на дворцовата капела, 1051/52 г. пробст на Св. Симон и Юда в Гослар и 1053 г. канцлер за Италия. През 1054 г. той става след Ацелин епископ на Хилдесхайм. В Гослар той основава църквата Св. Якоби. Той строи отново катедралата на Хилдесхайм, която е унищожена от пожар през 1046 г., и подарява полилей (Heziloleuchter) и кръст (Hezilo-Kreuz).
Хецило е погребан в основаната от него църква „Св. Маурициус“ в основания от него манастир в Хилдесхайм.